# Río Piauí
El río Piauí es un río de Brasil que nace en los montes Piauí y discurre por 459,25 km. hacia al Norte y desemboca en el río Parnaíba, entre los 6º8' de latitud Sur y da su nombre a la provincia de Piauí. Provincia situada a los 3º11' de latitud Sur, entre el mar y las provincias de Ceará, Pernambuco, Goiás y Maranhao, tiene 891 km de NE a SO y 517 km de ancho y, a mediados del siglo XIX, 50 000 habitantes y su capital en Teresinha, otras ciudades son:
- Parmaíba.
- Piracuruca.

Es una región muy montañosa por al oeste y el sur, y en su extremo este es más bien plana con clima muy cálido, terreno fértil, minas y ganado, que constituían la principal riqueza de la zona.